# Alakszandusz

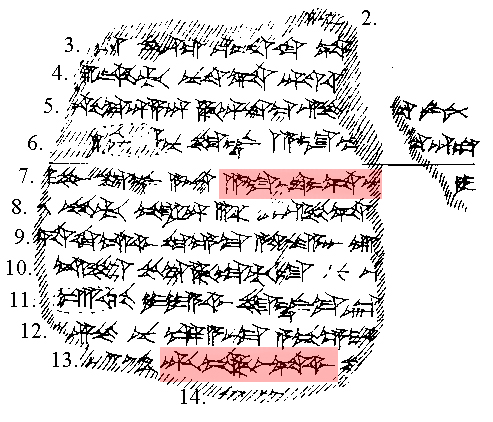
A CTH#76B egy töredéke Alakszandusz és Apollón nevével

Alakszandusz (ma-la-ka-ša-an-du-uš 𒁹𒀀𒆷𒅗𒊭𒀭𒁺𒍑 normalizált alakban Alakšanduš) Vilusza királya volt az i. e. 13. század elején. Neve a CTH#76 számú, Alakszandusz-szerződés címen ismert dokumentumban maradt fenn, amelyet II. Muvatallisz hettita királlyal kötött. A szerződésben szó esik Muvatallisz nagyapja, Szuppiluliumasz és Alakszandusz egyik elődje, Kukunnisz barátságáról, valamint Alakszandusz és II. Murszilisz kapcsolatáról. Az a körülmény, hogy Muvatallisz külön kiemeli az előzmények fontosságát, arra utal, hogy Alakszandusz nem a korábbi uralkodók vér szerinti leszármazottja, esetleg erőszakkal szerezte trónját. De az is lehet, hogy egyszerűen csak elődeitől eltérő politikát folytatott a Hettita Birodalommal és Ahhijavával szemben. Muvatallisz ismét biztosította Viluszát a hettita védelemről.
Az Alakszandusz név előkerülése sok feltevés alapjául szolgál, de jelenleg egyik sem bizonyítható, viszont nem is cáfolható. A név a görögben is jövevény, az egész i. e. 2. évezredi égeikumi térségben gyakori. A mükénéi táblákon is található A-re-ka[sa-do-ro], illetve annak női párja, az A-re-ka-sa-da-ra, ehhez társul a hettita–luvi Alakszandusz. Az Alakszandusz nevet a görög Alexandrosz névvel kapcsolják össze és mivel Vilusza más adatok alapján is Trójával lehet azonos, magától adódik az Alakszandusz=Parisz értelmezés. A homéroszi eposzok és a történeti személy között akad némi ellentmondás, nem szabad azonban elfelejteni, hogy az Iliasz minimum fél évezreddel későbbi irodalmi alkotás, nem egykorú elsődleges forrás és nem is történetírás. Alakszandusz uralkodó volt a fejedelemségében, míg Parisz sosem volt király Homérosz szerint, mivel apja, Priamosz volt Trója elfoglalásáig a király, utána pedig már nem volt Ilion állam. Összevethető azonban az eposszal, hogy nem sokkal később Vilusza utolsó ismert uralkodója, Valmusz menekülni volt kénytelen és Millavanda városban nyert menedéket. Az eposz szerint Aineiasz menekült el Trójából a nép maradékával és alapított új országot Itáliában. Emellett a régészet mai állása szerint a Trója VI réteget egy földrengés rombolta le, és utána építették újjá. Ez magyarázatot adhat Poszeidón trójai kultuszára, valamint a Kukkunisz–Küknosz azonosításra.
Az Alakszandusz-szerződésben szerepel egy istenség neve: D[...]ap-pa-li-u-na-aš (𒀭[...]𒀊𒉺𒇷𒌋𒈾𒀸), amely Apollón nevére hasonlít, de töredékessége miatt további etimológiai vizsgálatokra nem alkalmas. Mindenesetre az Iliaszban Apollón hangsúlyosan kapcsolódik a lükökhöz és gyakorlatilag Trója városvédőjeként, helyi főistenként értékelhető. Oettinger (1994) a lüd Qλdãś istennévvel rokonította.